# San José de Chiquitos
San José de Chiquitos – miasto w Boliwii, w departamencie Santa Cruz, w prowincji Chiquitos.

## Lista światowego dziedzictwa UNESCO
Miasto znane jest jako część misji jezuitów z Chiquitos, która została zgłoszona w 1990 r. Lista światowego dziedzictwa UNESCO